# Грозница (ТВ филм)
„Грозница” је југословенски ТВ филм из 1979. године. Режирао га је Ненад Пуховски а сценарио је написао Томислав Сабљак.

## Улоге
| Глумац           | Улога |
| ---------------- | ----- |
| Љубо Зечевић     | Бели  |
| Дубравка Милетић | Нивес |
| Жељко Вукмирица  | Макс  |
| Зоран Покупец    | Сиза  |
| Марија Кон       | Мајка |
| Звонко Лепетић   | Отац  |
| Крешимир Зидарић | Очух  |